# Biserica Greacă din Viena

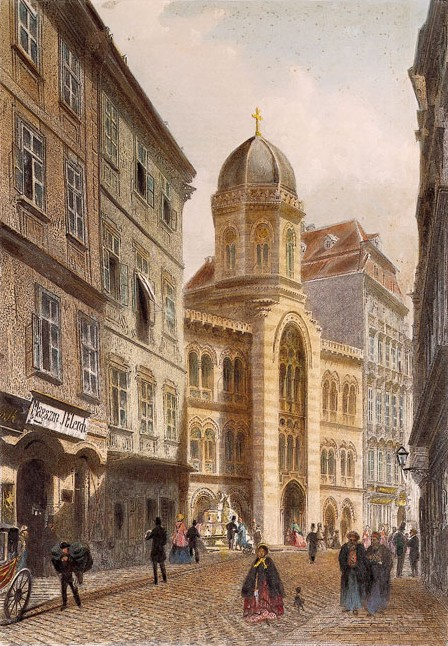
Biserica Grecească Sfânta Treime, ilustrată din sec. al XIX-lea

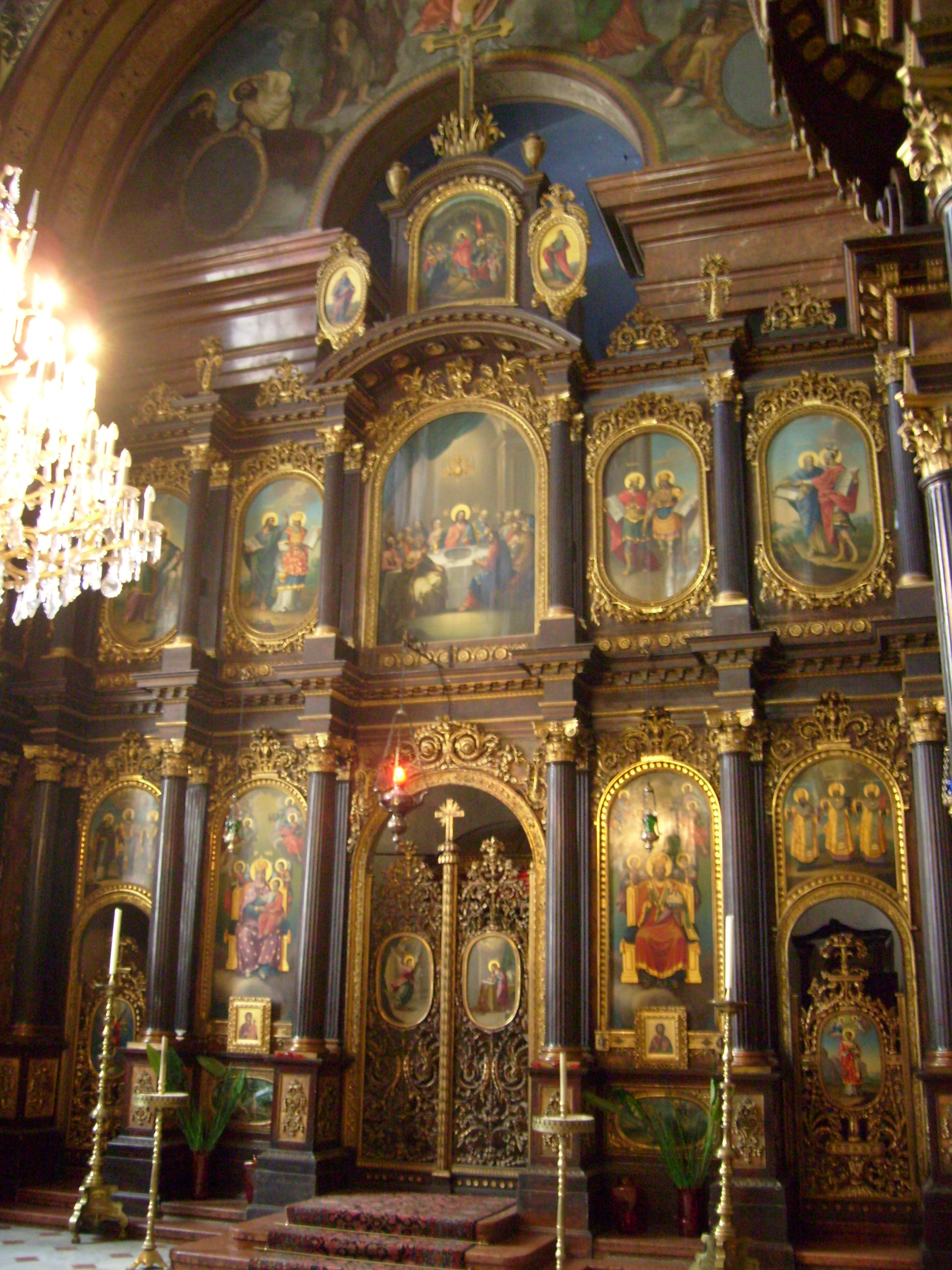
Iconostasul

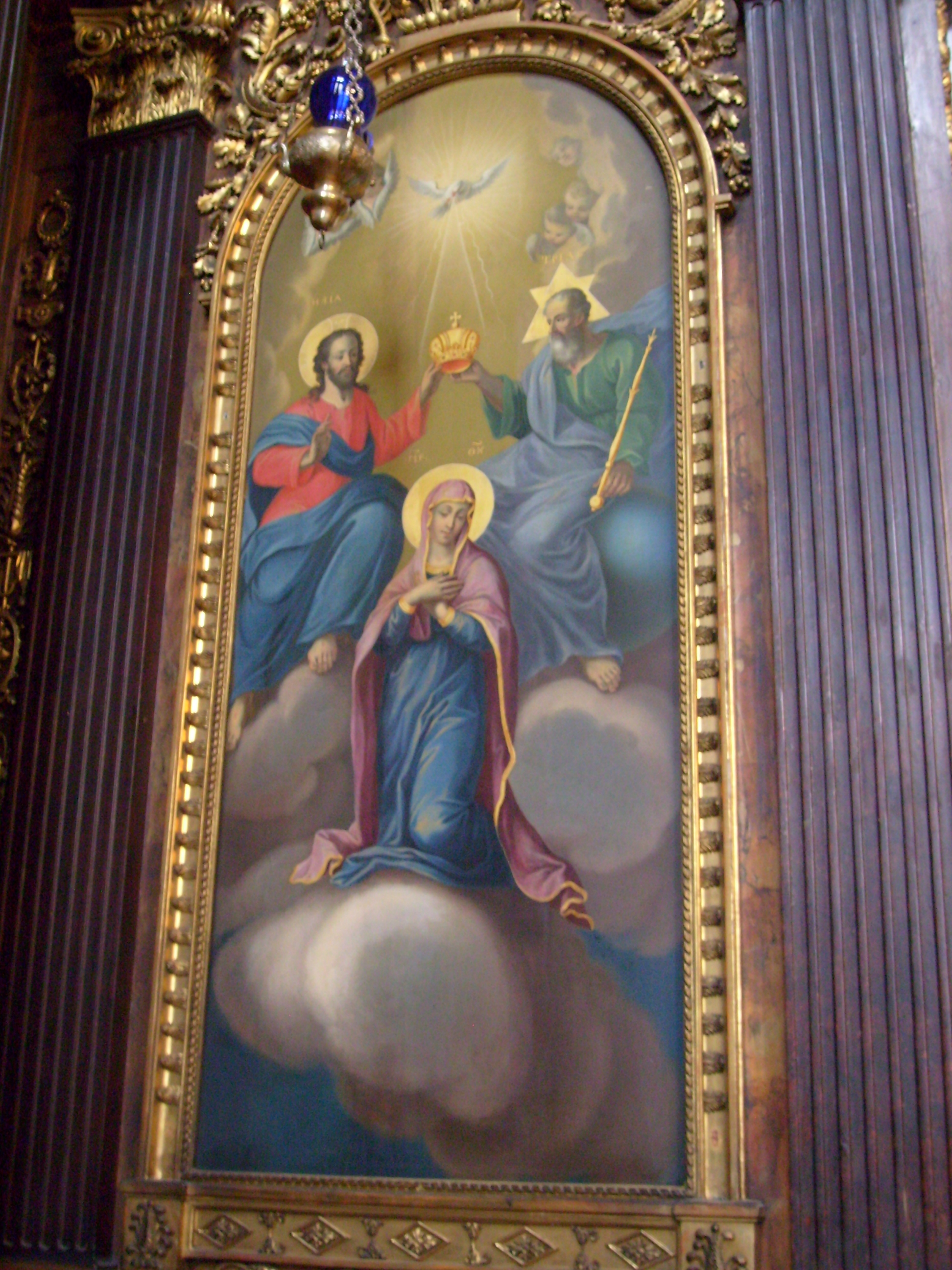
Icoană ortodoxă cu motivul catolic al Încoronării Fecioarei Maria

Biserica Grecească din Viena (în germană Griechenkirche zur heiligen Dreifaltigkeit), cu hramul Sf. Treime, este un lăcaș de cult ortodox din Viena, situat Am Fleischmarkt 13, în Innere Stadt, centrul Vienei. Edificiul a fost construit între anii 1782-1787, ca urmare a edictelor iozefine de toleranță religioasă. 
Lăcașul a fost renovat și extins la mijlocul secolului al XIX-lea pe cheltuiala baronului Gheorghe Sina, ocazie cu care a căpătat înfățișarea actuală.

## Istoric
La conscripția de la 1767 au fost înregistrați la Viena 79 de greci ortodocși, originari aproape în exclusivitate din Macedonia și din nordul Greciei (doar câte doi din Constantinopol, respectiv insulele grecești).
Primele liturghii grecești au avut loc la Viena în spații închiriate, în prima jumătate a secolului al XVIII-lea. O capelă a fost amenajată în Dempflinger Hof din centrul orașului, capelă care a fost folosită în comun cu sârbii ortodocși. Deoarece sârbii ortodocși, ca supuși austrieci, beneficiau de așa numitele privilegii ilirice acordate de împăratul Leopold I, s-au iscat unele conflicte între sârbi și greci, ceea ce a dus la înființarea unei capele grecești în Steyrer Hof.
Conflictul și-a atins apogeul în anul 1742, când mitropolitul sârb de la Karlovitz, Pavel Nenadovici, a reușit să intre în posesia noii capele a grecilor, inclusiv asupra arhivei și a casei cu bani. Divergențele dintre sârbii și grecii ortodocși din Viena s-au cronicizat pe parcursul secolului al XVIII-lea. Grecii nu au acceptat jurisdicția sârbească, ci au preferat să folosească o capelă pusă la dispoziție de ambasadorul imperial rus la Viena, contele Dimitri Mihailovici Golițîn⁠(de)[traduceți].
În aceste condiții împărăteasa Maria Terezia a acordat prin intermediul unui decret din 3 martie 1776 privilegii grecilor ortodocși din Viena, în sensul folosirii publice a capelei din Steyrer Hof de către Frăția Sf. Gheorghe, a grecilor ortodocși. De asemenea, preotului ortodox slujitor al capelei respective i s-a permis „ducerea la îndeplinire a tuturor funcțiunilor spirituale după rânduiala Bisericii Răsăritene Neunite, în special a sfintei jertfe euharistice, săvârșirea botezurilor, cununiilor, înmormântărilor și a tuturor celorlalte obiceiuri și ritualuri specifice Bisericii Răsăritene Neunite.”
După decretul de recunoaștere a Frăției Sf. Gheorghe ca persoană juridică aptă de a susține funcționarea unui preot grec ortodox, separat de cel al sârbilor ortodocși, au apărut neînțelegeri de natură socială în sânul Frăției Sf. Gheorghe, mai cu seamă între membrii cu cetățenie otomană și cei cu cetățenie austriacă. Acest fapt a dus la separarea acestora din urmă într-o frăție separată, anume Frăția Sf. Treime. La început această frăție a numărat 32 de membri (capi de familie).
Înființarea Frăției Sf. Treime a avut loc în anul 1782 și a fost confirmată și prevăzută cu aceleași privilegii ca și Frăția Sf. Gheorghe prin decretul împăratului Iosif al II-lea din 29 ianuarie 1787. În acest decret împăratul a prevăzut în mod expres dreptul "grecilor și valahilor neuniți" de a oficia public și nestingherit serviciile religioase specifice în locația din vechea piață Am Fleischmarkt, așa încât "fiecare creștin din această religiune greacă neunită, de orice națiune sau limbă ar fi, să poată intra fără piedică pentru a-și ține slujbele în ea."
În anul 1796 comunitatea parohială a obținut de la împăratul Francisc al II-lea dreptul edificării unui turn pentru biserică. În anul 1803 același împărat a aprobat înființarea unei școli grecești a comunității, după ce începând aproximativ cu anul 1780 orele de religie și de limbă greacă se desfășuraseră în cadru privat. Una din personalitățile marcante ale parohiei din vremea aceea a fost Georg von Karajan, strămoșul muzicianului Herbert von Karajan.

## Chestiunea românească
În preajma anului 1848 s-a făcut remarcată mai întâi concurența lingvistică dintre ortodocșii români și ruteni din capitala imperială. După punerea în practică a dualismului, care a intrat în vigoare prin decretul imperial din 14 noiembrie 1867, chestiunea românească a devenit virulentă și pentru Biserica Sf. Treime din Viena. Consilierul consistorial al Episcopiei de Cernăuți, Samuel Andrievici, totodată deputat în Reichsrat, a solicitat angajarea unui preot român pe lângă Biserica Sf. Treime. Demersurile sale în acest sens s-au întețit după alegerea sa în funcția de episcop de Cernăuți, demersuri considerate drept "încercarea de a-și stabili un capăt de pod la Viena". În acest context au fost adus în discuție privilegiul în favoarea "macedo-vlahilor", instituit de la începutul Bisericii Sf. Treime. Acest grup etnic, denumit de greci cuțovlahi (κουτσοβλάχοι), era considerat de naționaliștii greci ca fiind grec, iar de cei români, ca fiind român.
Spre deosebire de situația din Principatele Unite, unde mitropolitul Bucureștilor și-a luat titulatura de arhiepiscop-primat în anul 1859, urmată de recunoașterea autocefaliei de către Patriarhia de Constantinopol în 1885, comunitatea parohială de la Biserica Sf. Treime din Viena nu tindea la vreo autonomie față de patriarhul de Constantinopol. Așa fiind, încercările repetate de introducere a liturghiei în limba română la Biserica Sf. Treime, venite în special din partea episcopilor de Cernăuți, au eșuat de fiecare dată. Situația a rămas neschimbată chiar și după anul 1883, an în care bisericile ortodoxe Sf. Treime și Sf. Gheorghe din Viena au fost scoase de sub jurisdicția mitropolitană de la Carloviț și puse sub jurisdicția Mitropoliei Bucovinei.
În anul 1893, printr-o dispoziție a guvernatorului Austriei Inferioare, a fost reglemetată arondarea celor trei biserici ortodoxe (Sf. Treime, Sf. Gheorghe și Sf. Sava, a sârbilor) în sensul includerii românilor ortodocși la Biserica Sf. Treime, însă nu și la comitetul parohial, reglementare care a nemulțumit toate părțile, greci și români deopotrivă.
În aceste condiții, românii ortodocși din Viena au înființat o asociație având ca obiect "construirea unei biserici româno-greco-orientale" la Viena, asociație intitulată Rumänisch-griechisch-orientalische Kaiser-Jubiläums-Kirchenbau- und Kirchengründungsverein in Wien, cu referire la jubileul de domnie al împăratului Franz Joseph I din anul 1908. Primul pas în direcția înființării "bisericii jubiliare româno-greco-orientale" a fost achiziționarea unui apartament în apropierea Palatului Hofburg, apartament situat în Löwelstraße 8, unde a fost amenajată o capelă ortodoxă română, care funcționează și în prezent. Astfel comunitatea ortodoxă română, deși a aparținut în continuare de Biserica Sf. Treime, a obținut dreptul de a ține matricole separarate, ca expozitură parohială. Preoții acestei expozituri au fost salarizați din Fondul Bisericesc al Bucovinei.
Dorința ridicării bisericii pentru românii ortodocși din Fondul Bisericesc al Bucovinei s-a lovit de împotrivirea naționaliștilor ruteni, care doreau pentru sine o biserică ortodoxă la Viena, iar soluția construirii unei biserici ortodoxe deopotrivă pentru românii și rutenii ortodocși s-a dovedit a fi irealizabilă. Așa fiind, după primul război mondial expozitura românilor ortodocși din Löwelstraße a fost ridicată la rang de parohie de sine stătătoare. Acest act a avut loc în data de 7 decembrie 1921. Pretențiile patrimoniale ridicate de Guvernul României în contra finanțării Bisericii Sf. Treime de către Guvernul Austriei ca și până atunci, în ciuda desprinderii comunității ortodoxe române, au fost clarificate în anul 1926. României i-a fost transferat Fondul Bisericesc al Bucovinei, așa încât finanțarea parohiei ortodoxe române a trecut în sarcina Regatului Român, fără alte pretenții față de Biserica Sf. Treime.

## Înființarea Mitropoliei Ortodoxe Grecești
La 8 septembrie 1924 Patriarhia Ecumenică de Constantinopol a înființat Mitropolia Ortodoxă a Europei Centrale, cu sediul la Viena. Patriarhul Grigore al Constantinopolului a trecut sub jurisdicția acestei mitropolii toate comunitățile ortodoxe din Austria, Ungaria și Italia. Primul mitropolit ortodox cu sediul la Viena, în Biserica Greacă Sf. Treime, a fost Germanos Karavangelis (1924-1935).
După cel de-al doilea război mondial teritoriul canonic al mitropoliei a fost redus la Austria. Primul mitropolit ortodox al Austriei a fost Chrysostomos Tsiter (1963-1991), urmat de Mihail Staikos (1991-2011).
În data de 4 decembrie 2011 arhimandritul Arsenios Kardamakis a fost instalat în funcția de mitropolit ortodox al Austriei, în prezența cardinalului Christoph Schönborn.